# Icelus spiniger
Icelus spiniger är en fiskart som beskrevs av Gilbert, 1896. Icelus spiniger ingår i släktet Icelus och familjen simpor. Inga underarter finns listade i Catalogue of Life.